# Lochan Sholum
Lochan Sholum ist ein See auf der schottischen Hebrideninsel Islay.

## Beschreibung
Der Lochan Sholum liegt im Südosten der Insel an den Hängen des Beinn Sholum etwa drei Kilometer nordnordwestlich von Ardbeg. Er ist annähernd rund und weist eine maximale Länge und Breite von jeweils 290 Metern auf. Der See ist nicht durch Straßen erschlossen. Die nächstgelegene Straße ist die in Ardbeg endende A846.
Wesentlicher Zufluss des kleinen Sees ist ein Bach, der aus einem kleinen See nahe der Kuppe des Beinn Sholum abfließt. Das 59 Hektar bedeckende Einzugsgebiet des Lochan Sholum erstreckt sich im Wesentlichen nach Norden und umfasst Heideflächen. Der See nimmt eine Fläche von rund fünf Hektar ein. Bei einer mittleren Tiefe von 5,3 Metern beträgt das Seevolumen rund 0,29 Mio. Kubikmeter. Vom Westufer des Lochan Sholum fließt ein unbenannter Bach in westlicher Richtung ab, welcher den 250 Meter westlich gelegenen Loch Sholum speist.
Der See bildet das Wasserreservoir der Whiskybrennerei Lagavulin, die das Bachwasser zur Whiskyproduktion verwendet. Mit Loch Uigeadail befindet sich eines der Wasserreservoire der benachbarten Whiskybrennerei Ardbeg nur wenige Kilometer in nordöstlicher Richtung. Am Ostufer des Sees wurden möglicherweise die Überreste einer Shieling-Hütte zur Fernweidewirtschaft entdeckt.